# دشمن عزیز
دشمن عزیز (به انگلیسی: Dear Enemy) رمانی نوشته جین وبستر نویسنده کتاب مشهور بابا لنگ‌دراز می‌باشد. این کتاب دنباله داستان بابا لنگ‌دراز است.
داستان در مجموعه ای از نامه‌ها نوشته شده‌است که توسط سالی مک براید، همکلاسی و بهترین دوست جودی ابوت در بابا لنگ دراز نوشته شده‌است. از جمله دریافت‌کنندگان نامه‌ها، می‌توان به جودی، جرویس پندلتون (همسر جودی و رئیس یتیم خانه ای که سالی در آنجا مشغول کار کردن است تا زمانی که سرپرست جدیدی منصوب شود)، گوردون هالوک (نماینده ثروتمند کنگره و نامزد سالی در سال‌های بعد) و در نهایت پزشک یتیم خانه که یک اسکاتلندی ترش‌رو به نام رابین سندی مک ری (که سالی در نامه‌هایش به او می‌گوید: "دشمن عزیز") اشاره کرد. وبستر از ساختار معرفتی به خوبی استفاده می‌کند. انتخاب‌های سالی در مورد آنچه برای هر یک از خبرنگارانش بازگو کند، اطلاعات زیادی در مورد روابط او با آن‌ها نشان می‌دهد.

## داستان
پس از ازدواج جودی آبوت با جرویس پندلتون، مادام لیپت، مدیر نوانخانه جان گریر از کار اخراج و سالی مک‌براید، صمیمی‌ترین دوست جودی آبوت برای این سمت انتخاب می‌شود. این کتاب نامه‌های سالی مک‌براید به جودی آبوت است که از اتفاقات و اندرحواشی نوانخانه برای او می‌گوید. در نوانخانه جان گریر، علاوه بره دوشیزه سالی مک‌براید، آشپز، باغبان و یک پزشک به نام رابین مک‌ری وجود دارد. منظور از دشمن عزیز هم دکتر رابین مک‌ری پزشک نوانخانه است که دوشیزه مک‌براید برای لج و لجبازی این نام را روی او نهاده‌است.
داستان این رمان در اوایل قرن بیستم در روستای دوچس، نیویورک اتفاق می‌افتد. این رمان به تعدادی از مسائل اجتماعی می‌پردازد از جمله: نحوه مراقبت از کودکان بی سرپرست (و به‌طور کلی برای کودکان)، طلاق و ارزش کار زنان. (مورد دوم توسعه طبیعی موضوع آموزش زنان در بابا لنگ دراز است) در حالی که کار داوطلبانه زنان به‌طور گسترده‌ای پذیرفته شده‌است، برخی از شخصیت‌ها، مانند گوردون، هنوز به زنانی که در موقعیت‌های مسئول پرداخت می‌کنند، با خصومت نگاه می‌کنند. هالوک، دوست سالی و نامزد آتی سالی و سایرس ویکوف محترم، متولی خانه جان گریر. آقای Cy محترم (همان‌طور که سالی او را صدا می‌زند) اعتراض دارد که JGH دستمزد بتی، دستیار سالی را پرداخت کند: «او یک زن است و خانواده‌اش باید از او حمایت کنند.»